# Somiere

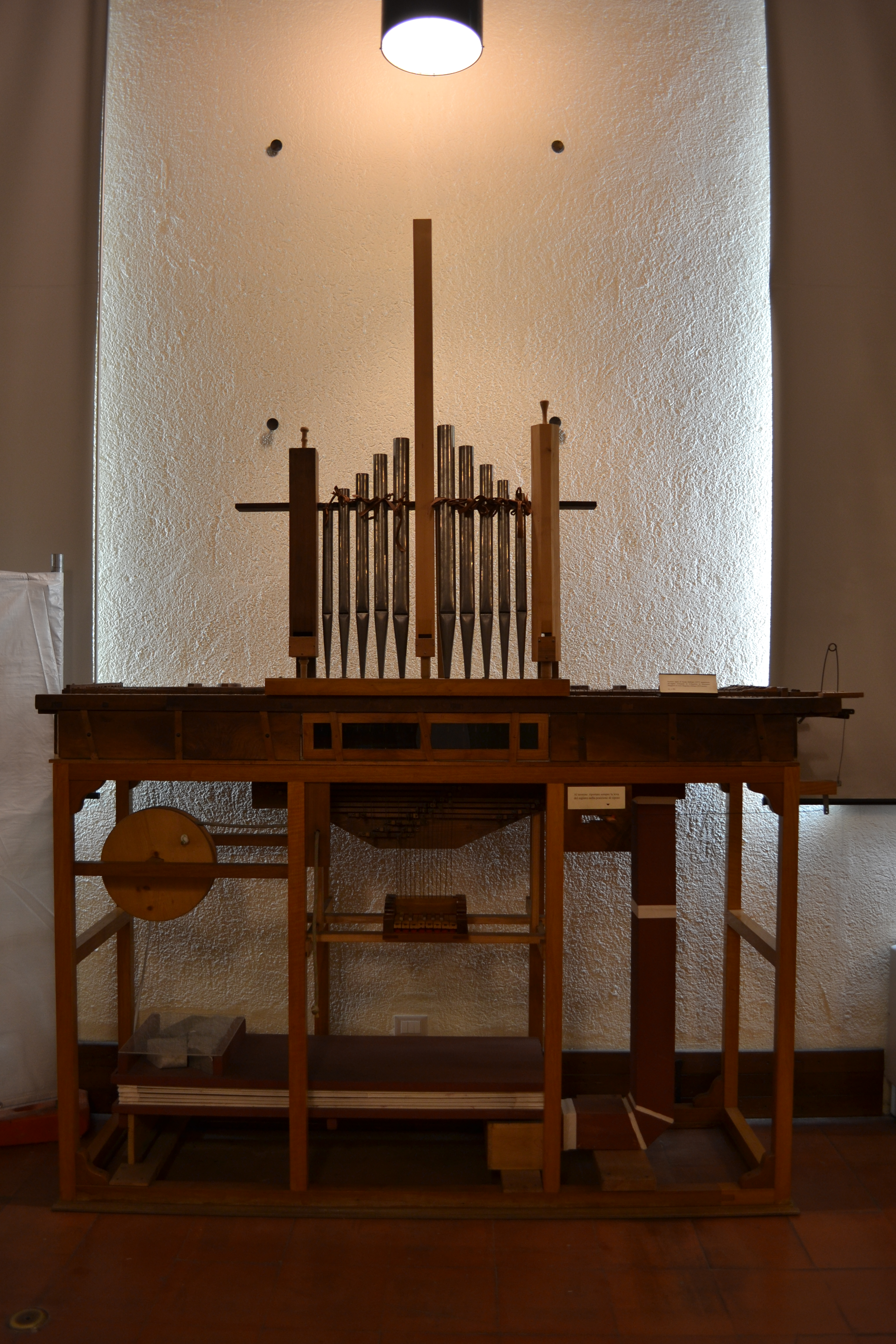
Somiere opera di Natale Balbiani appartenuto all'organo Antegnati di San Maurizio al Monastero Maggiore.

Il somiere è una parte strutturale che connota strumenti musicali a tastiera di diverso tipo.

## Il somiere nell'organo
Nell'organo il somiere (dal latino tabula summa, come veniva anticamente chiamato) è una struttura che fornisce aria mantenuta a una pressione costante alle canne. Consiste in una grande cassa in legno, solitamente una per tastiera, collegata direttamente al mantice o a un elettroventilatore attraverso una condotta forzata in cui circola l'aria.
L'aria presente nel somiere viene successivamente immessa nelle canne attraverso il ventilabro passando attraverso i registri azionati direttamente dalle mani dell'organista. Le canne sono poggiate sul somiere attraverso dei buchi che si trovano nella tavola superiore del somiere stesso, chiamata crivello.

## Somiere in altri strumenti
Si definisce inoltre somiere una tavola in legno di faggio su cui si trovano incastrati i piroli che tengono legate corde sopra la tavola armonica di alcuni strumenti a tastiera come il pianoforte ed il clavicembalo.
Somiere (detto anche impropriamente “soniere” o “soniera”, termine più recente di cui non è nota l’origine) è anche la struttura di legno che nella fisarmonica rappresenta il supporto per le ance metalliche che generano il suono.